# 曼苏尔·列杰波夫
曼苏尔·列杰波夫（1982年1月3日 -  ）是一名土库曼斯坦举重运动员，身高1.78米。2010年参加广州亚运会，以326千克的成绩获85公斤级比赛第八名。